# Косово
Ко́сово або Ко́сова, офіційна назва Респу́бліка Ко́сово (алб. Kosova, Kosovë, Republika e Kosovës; серб. Косово, Република Косово / Kosovo, Republika Kosovo) — держава на Балканському півострові з обмеженим дипломатичним визнанням. Межує з Албанією на південному заході, Чорногорією на заході, Сербією на півночі та сході, а також з Північною Македонією на південному сході. Косово займає площу 10 887 км2, має різноманітний рельєф включаючи високі рівнини, а також пагорби та гори, деякі з яких висотою понад 2,5 тис. метрів. Клімат в основному континентальний з деякими середземноморськими та альпійськими впливами. Станом на 2024 рік Косово населяють 1,6 мільйона осіб; столицею і найбільш густонаселеним містом є Приштина.
Внаслідок війни 1998—1999 років між сербами та албанцями край перейшов під контроль ООН, хоча де-юре залишався автономією у складі Сербії. 17 лютого 2008 року парламент Косова проголосив незалежність краю в односторонньому порядку. Сербія, разом з деякими іншими державами, включаючи Україну, не визнає незалежності Косова, через що країна не має остаточного визнання у світі. Станом на 2025 рік Косово визнають 107 держав-членів ООН. 2016 року в Косові підписано Угоду про асоціацію між Косовом та Європейським Союзом. Косово — потенційний кандидат на вступ у ЄС.
Албанська більшість (92 %) яка й вимагала незалежності, контролює всю територію краю за винятком декількох громад, в основному на півночі держави, у яких більшість становлять серби.

## Походження назви
Назва Косово — присвійний прикметник сербського слова кос (укр. кіс), що означає дрізд чорний, еліпсис для Косово поље, Косове поле, — назва рівнини, яка лежить у східній частині сучасного Косова і яка була місцем Битви на Косовому полі у 1389 році.

## Географія

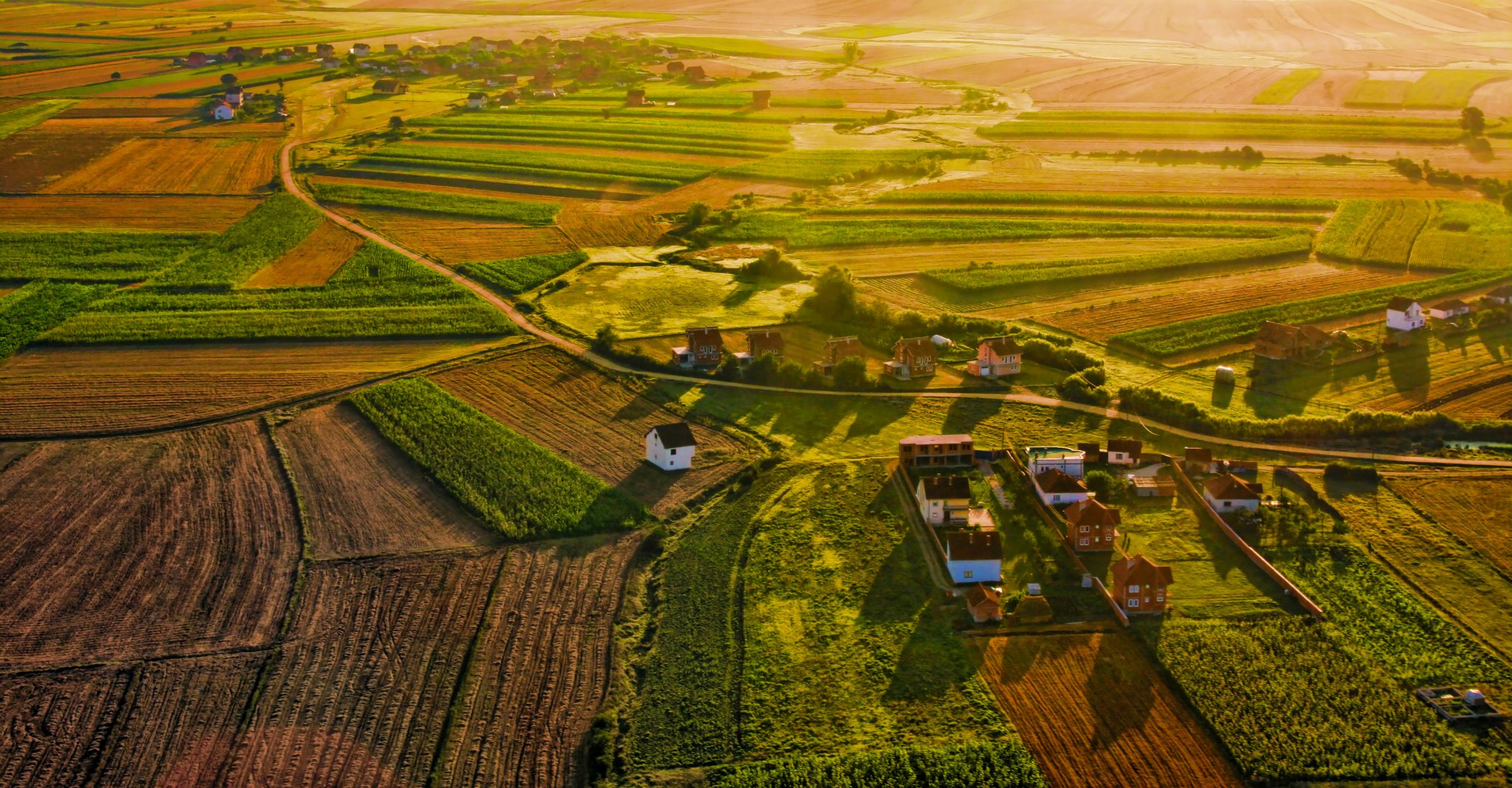
Поля бiля Приштини

Косово лежить всередині континенту, за 85 км від узбережжя Адріатичного моря. За формою край нагадує ромб, кожна з діагоналей якого простягається приблизно на 145 км. Основна частина території Косова являє собою піднесену рівнину, яка ділиться на дві приблизно рівні міжгірські улоговини: східну — Косово, або Косово Поле (частина велетенського Дунайського басейну), і західну — Метохію, по якій протікають притоки Дрина — річки, що несе свої води в Адріатику. По периметру краю височіють середньогірські масиви: Мокра гора, Рогізна та Копаонік — на півночі, Голяк і Црна-Гора — на сході, Шар-Планина — на півдні і Північно-Албанські Альпи — на заході.

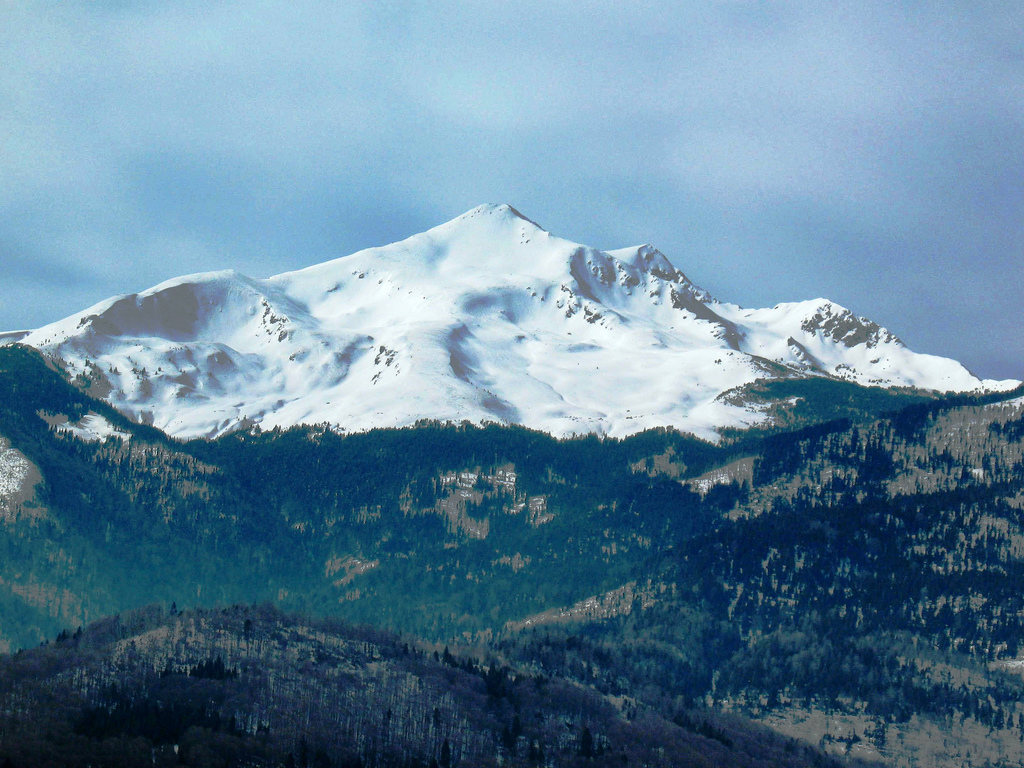
Джеравиця

Гори визначають кордони Косова з Албанією і Північною Македонією. Найвища точка лежить на горі Джеравиці (2556 м).
Територією Косова протікають річки: Білий Дрин, Ситниця, Південна Морава та Ібар.
Найбільші міста — Приштина з населенням близько 200 тисяч осіб і Призрен з населенням близько 85 тисяч осіб.

### Клімат
Клімат помірний або субсередземноморський. Зима характеризується великою кількістю опадів, а решта року переважно посушлива. Весна і осінь — з дрібними опадами. Це зумовлено тим, що Косово загороджене високими горами, які запобігають раптовому вторгненню холодних повітряних мас з півночі й північного заходу. Клімат характеризується теплим сухим літом. Кількість опадів становить менш як 1000 мм на рік.
Сонячний період триває 2079 годин на рік або 5,7 години в день, що становить 47 % потенціалу сонячної енергії. Середня температура у січні −0,9 °С), у липні й серпні 20,9 °C). Середня температура взимку становить близько 1 °С, навесні й восени близько 10,8 °С, та 20,8 °C в літній час. Максимальне значення температури в Косові становить +37…+39 °C, а мінімальні значення зафіксовані до −32,5 °C. Негативні екстремальні значення температури в Косові дуже рідкісні, тоді вони завдають великої шкоди сільському господарству, особливо винограду і фруктовим деревам.

## Історія

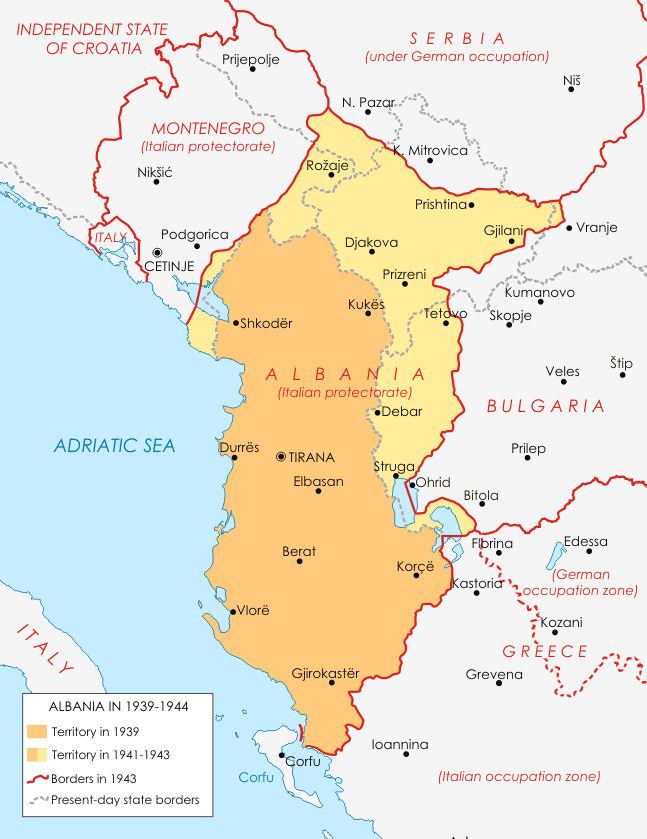
До складу Великої Албанії, створеної в серпні 1941, входили Метохія та Центральне Косово

У 1918—45 Косово було частиною Королівства Югославія (в 1918—1929 Королівства сербів, хорватів і словенців) у складі різних провінцій. Тодішні королі Югославії, які були сербами за національністю, проводили курс на всебічну державну підтримку заселення Косова сербами, водночас косовських албанців позбавляли права на освіту рідною мовою, утискали в правах. Земельна реформа 1919 року позбавила албанських землевласників належних їм земель. Албанці та інші мусульмани мусили тікати з Косова й емігрувати. Ба більше, у 1935 та 1938 роках між Югославією та Туреччиною укладено дві угоди, відповідно до яких планувалося виселити з Косова 240 тисяч албанців до Туреччини, проте цього не зроблено через початок II Світової війни.
У 1941–1944 більшість території Косова приєднали до Албанії, що перебувала під контролем Італії Муссоліні. Після виходу фашистської Італії з війни територія була під прямим контролем Німеччини.
Після закінчення Другої світової війни на території Косова створили Автономну область Косова і Метохії (серб. Аутономна Косовско-метохијска област) як частину Демократичної Федеративної Югославії, а з 1946 — частину Народної Республіки Сербії у складі Федеративної Народної Республіки Югославія.
У 1963, за новою конституцією створено Соціалістичний автономний край Косово (серб. Социјалистичка Аутономна Покрајина Косово) як частину Соціалістичної Республіки Сербія у складі СФРЮ. У післявоєнний період, аж до 1974 року, албанське населення Косова зазнавало численних утисків і репресій від органів державної безпеки Югославії, більшість у яких становили серби. У 1974 розширено автономні права краю Косова та прирівняно за цими правами до інших республік Югославії.
У 1980 році косовські албанці розпочинають рух за визнання Косова окремою республікою СФРЮ, а далі й за повну незалежність. Але в 1990 (під час розпаду СФРЮ) автономія була зменшена заснуванням Автономного краю Косова (серб. Аутономна Покрајина Косово и Метохија) та зниженням статусу Основного закону з Конституції Краю до Статуту Краю. У відповідь група албанських політиків створює «Конституцію Республіки Косово» і проголошує незалежність провінції. Влада СРЮ оголосила надзвичайний стан і в липні парламент Косова розпустили.

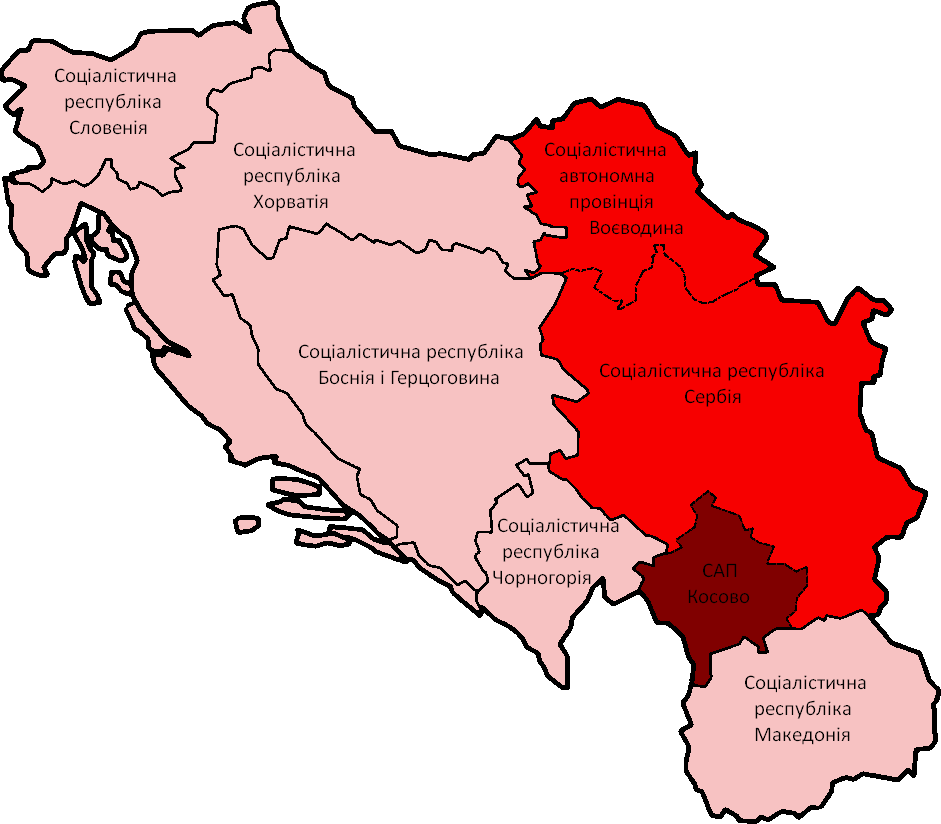
Косово (темно-червоне) у складі Югославії (1946—1992)

Починаються протистояння з югославським і сербським керівництвом та заворушення на етнічному ґрунті. Більша частина албанців у Косові бойкотувала перепис населення 1991 року, як і всі вибори. Згодом албанці обрали тимчасовий уряд, очолюваний Буджаром Букоші, який визнала Албанія в жовтні 1991. На неконституційному референдумі 1992 року більшість етнічних албанців каже «так» за незалежність Косова.
У 1992 Косово стало частиною Республіки Сербія (Союзної Республіки Югославія).
Ситуація загострилася 1996 року й перейшла у відкриту громадянську війну між Армією визволення Косова (алб. Ushtria Çlirimtare e Kosovës) й албанських військових частин з одного боку і сербсько-югославських з другого.
Це призвело до виїзду з Косова близько 500 тис. албанців і було 12 тис. загиблих.
У 1999 році НАТО примушує вийти з Косова сербсько-югославські війська і ставить край під контроль ООН. Це привело до повернення албанців до Косова та приходу нових щонайменше 100 тис. з самої Албанії, які заселяються в історично етнічні сербські села, кордону з якою Косово фактично не мало.
Дуже часто траплялися міжетнічні зіткнення між сербами і албанцями, що досягли кульмінації 2004 року, коли після вбивства албанського хлопця сербами, албанці відплатили руйнуванням сербських церков та державних інституцій.

### Сербські і албанські претензії
Права сербів на Косово ґрунтуються на посиланнях на принципи Гельсінського заключного акта 1975 року, що узгоджує непорушність кордонів Європи. Албанці натомість наполягають на перевазі етнічного права, а також спираються на міжнародний пакт про громадянські та політичні права від 19 грудня 1966 року, що твердить про право націй на самовизначення. Водночас вони підводять під свої вимоги історичну основу (розвиваючи теорію про іллірійське походження сучасного албанського етносу).

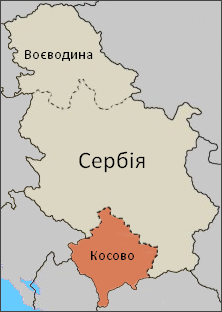
Косово у складі Сербії

На території нинішнього Косова ще здавна мешкало іллірійське плем'я дарданців, від яких намагається вести свій родовід нинішнє албанське населення Косова. У 6 році н. е. Дарданію захопили римляни й приєднали до складу Римської імперії. 284 року н. е. імператор Діоклетіан виділив Косово в окрему провінцію Дарданію зі столицею в Ніссусі (сучасний Ниш). Під час візантійської адміністрації Дарданія зберігала свій статус окремої провінції.
У середньовіччі внаслідок походів сербського царя Стефана Душана нинішню територію Косова приєднали до сербської держави, а з XIV століття й аж до 1767 року тут же перебував престол сербського патріарха (поряд із містом Печ). Нині край рясніє пам'ятками православної архітектури як середніх століть, так і нового часу. Зокрема, тут наявні шановані православними вірянами монастирі Високі Дечани і Печська патріархія. Крім того, саме звідси після поразки на Косовому Полі в 1389 році почалося завоювання Сербії турками і саме сюди внаслідок перемоги в Першій Балканській війні у 1912 році повернулася сербська армія. Проте центром новітньої сербської держави є північна частина сучасної Сербії з центром у Белграді, під егідою якого почалося визволення країни з-під влади Османської імперії на початку XIX століття.

### Після проголошення незалежності

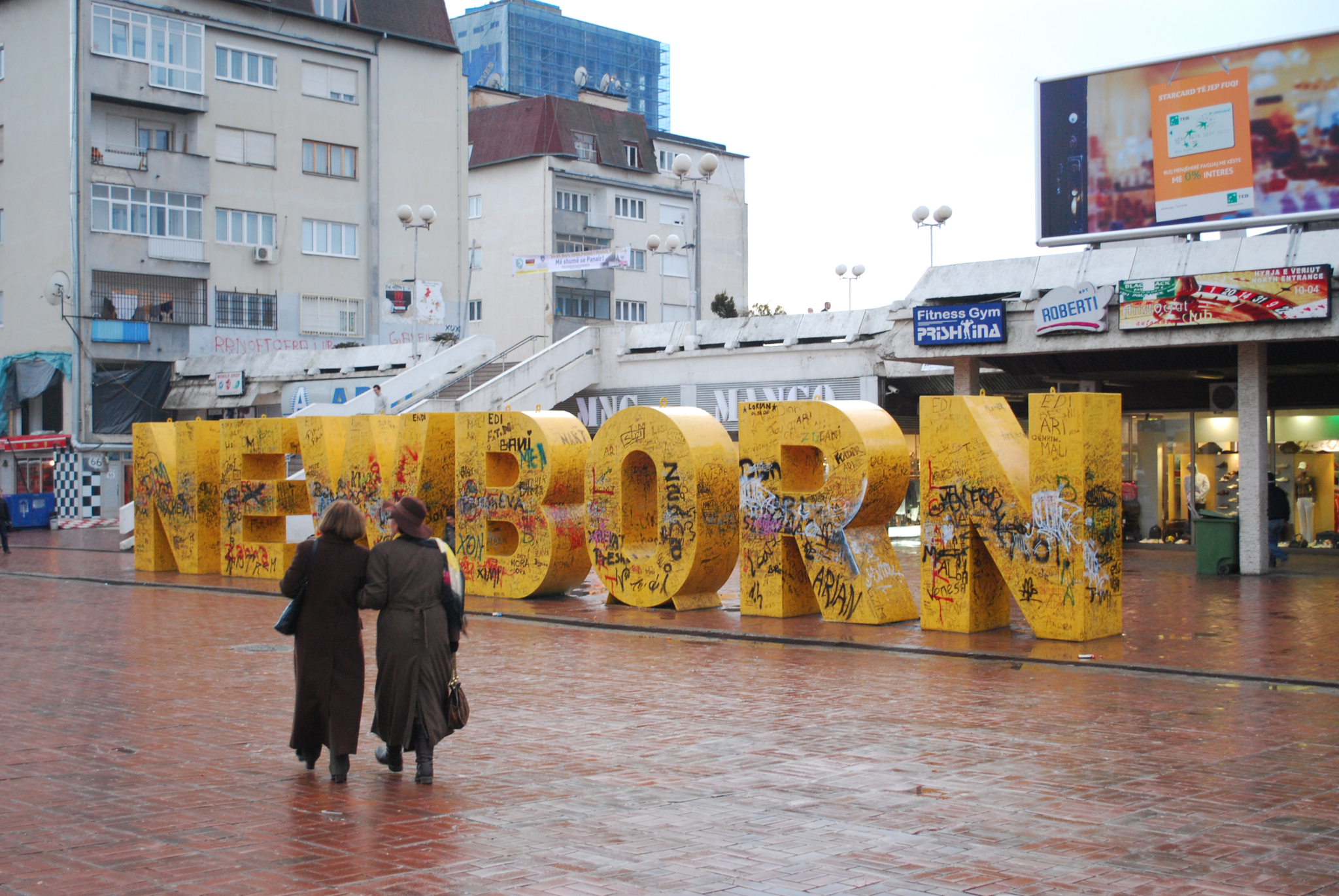
Незалежність проголошена парламентом краю Косова 17 лютого 2008

Незалежність проголошена парламентом краю Косова 17 лютого 2008 року о 17:20 за місцевим часом (18:20 — за київським). Того ж дня презентовано офіційні символи Косова. Прапором Косова є жовте зображення обрисів краю на синьому полотнищі з шістьма білими зірками вгорі. З 1999 року Косово перебуває під контролем адміністрації ООН зі столицею в Приштині. 18 лютого парламент Сербії ухвалив анулювати рішення парламенту краю Косова.
Країна не є членом ООН, проте її незалежність визнали понад сто чотирнадцять країн з усього світу, серед яких: Афганістан, США, Бельгія, Німеччина, Франція, Велика Британія та Польща. Натомість країни, як-от Іспанія, Росія, Грузія, Молдова, сама Сербія та деякі інші досі не готові визнати Косово, найбільше через те, що побоюються виходу окремих територій зі свого складу схожим чином, як це відбулося з Косовом. Воїслав Коштуниця, тодішній прем'єр Сербії, заявив, що його країна ніколи не визнає незалежність Косова й боротиметься мирним шляхом за існування Косова на правах автономії лише в складі Сербії. Питання визнання Косова Сербією ставиться міжнародними організаціями (ЄС, НАТО) на шляху просування до членства, якого прагне Сербія. При цьому вже досягнуто певного поступу й розуміння з її боку щодо Косова.
Офіційно Україна проводить консультації з міжнародними партнерами (2008) та займає позицію вичікування (2008) і невизнання (2010 — дотепер), юридично не ухваливши жодного рішення стосовно визнання Косова (2008).
У вересні 2014 Уряд Республіки Косово ухвалив рішення про запровадження санкцій щодо РФ. За словами глави МЗС Косова Енвера Ходжая, це знак солідарності з країнами ЄС, США та іншими державами, які у зв'язку з ситуацією в Україні запровадили санкції щодо РФ. «Ми маємо намір підтримати міжнародний порядок, суверенітет та незалежність України. Таким чином Косово прагне показати, що є надійним союзником для євроатлантичних партнерів», — заявив Енвер Ходжай..

### Загострення 2022 року
31 липня — 1 серпня 2022 року в Косові почалися заворушення серед сербів. Формальним приводом був протест сербів Косова проти переходу на косовські автомобільні номери із сербських Серби почали зводити барикади, готуючись до вуличних боїв. Президент Сербії заявив, що готовий захищати сербів силами армії. Зрештою, станом на 3 серпня, ситуацію вдалося владнати за допомоги США та ЄС.

### Загострення 2023 року
26 травня 2023 року на півночі частково визнаного Косова спалахнули зіткнення між косовським спецназом і сербами, які протестували проти результатів виборів. Як відомо, косовські серби бойкотували місцеві вибори, що дало змогу етнічним албанцям отримати контроль над місцевими органами влади за явки менш аніж 4 %. Сутички почались, коли обрані албанці намагались зайняти свої робочі місця в муніципалітеті Звечан. Президент Сербії Александар Вучич привів армію в стан максимальної готовності, а міністр оборони країни підтвердив термінове висування військ до адміністративного кордону з Косовом.
27 травня 2023 року, згідно з заявою міністра оборони Сербії Мілоша Вучевича, Сербія почала розгортати підрозділи збройних сил біля кордону з Косовом. Вони залишатимуться на позиціях до подальшого розпорядження.
29 травня 2023 року, згідно з повідомленням KFOR, внаслідок сутичок у місті Звечан на півночі частково визнаного Косова постраждали миротворці Північноатлантичного альянсу у складі місії KFOR та серби, що протестували під адмінбудівлею через невизнання місцевих виборів. Італійські ЗМІ, які посилалися на заяву KFOR, повідомили про 31 постраждалого миротворця НАТО, зокрема 11 італійців з 9-го полку Alpini L'Aquila, чий контингент — один з найбільших у Косові. Пізніше в заяві KFOR наведено дані про близько 25 постраждалих миротворців.
30 травня 2023 року, згідно з повідомленням телерадіомовної компанії ВВС, до Косова прибудуть ще 700 військовослужбовців НАТО, які поповнять лави міжнародних сил під керівництвом НАТО (KFOR). Додатковий батальйон переведено в резерв і він буде готовий до розгортання протягом семи днів, якщо буде потрібно. Він приєднається до 3800 миротворців, які вже несуть службу в Косові, — йдеться в оголошенні НАТО.
У листопаді 2023 року з досліджень Центру громадянської освіти у співпраці з Регіональною академією розвитку демократії за підтримки посольства Швейцарії в Белграді стало відомо, що питання Косова залишається каменем спотикання у відносинах Сербії і Чорногорії.

## Адміністративний поділ

Фізична мапа Косовa

Республіка Косово поділена на 7 округів, що складаються з 30 муніципалітетів.
- Джаковицький округ (алб. Komuna e Gjakoves), серб. Ђаковички округ)
- Г'їланський округ (алб. Komuna e Gjilanit, серб. Гњилански округ)
- Косовсько-Митровицький округ алб. Komuna e Mitrovices, серб. Косовскомитровачки округ)
- Пецький округ (алб. Komuna e Pejes, серб. Пећки округ)
- Приштинський округ (алб. Komuna e Prishtines, серб. Приштински округ)
- Призренський округ (алб. Qarku і Prizrenit, серб. Призренски округ)
- Урошевачський округ (алб. Komuna e Ferizajit, серб. Урошевачки округ)

## Економіка

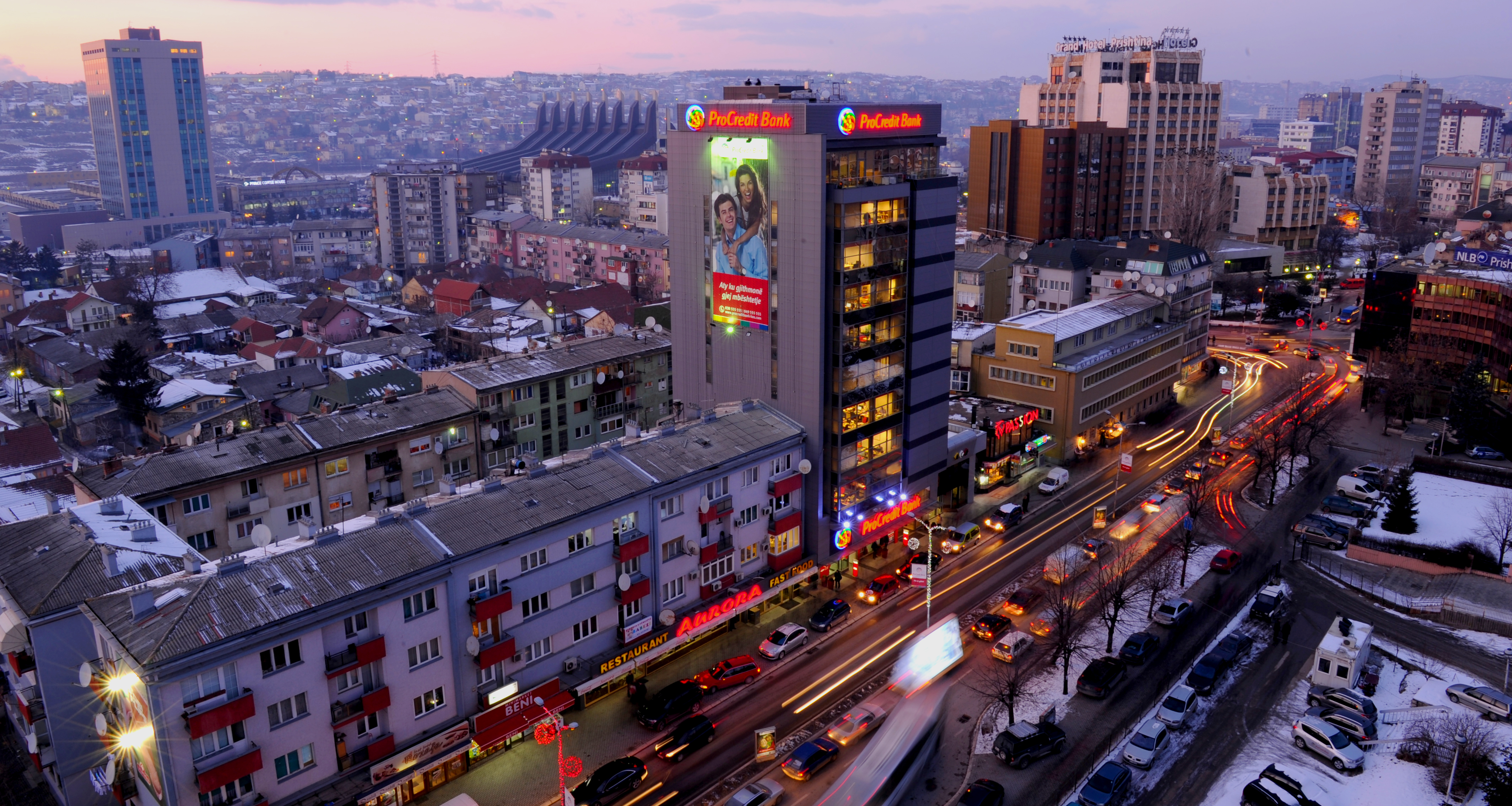
Вид на Приштину

На території Косова є великі поклади корисних копалин: свинцю, цинку, нікелю, кобальту, бокситів та магнезиту. Є поклади рідкісних мінералів: індію, кадмію, германію, талію та цеолітів. Родовище бурого вугілля оцінюють більш як у 15 млрд т, що дає можливість вести їхню експлуатацію впродовж 150—200 років.
У Косові найбільше виробляють вино, видобувають нікель, свинець і цинк.
Найбільший ринок експорту й імпорту — це Північна Македонія (€220 млн і €9 млн), за нею йдуть Сербія (€111 млн та €5 млн), Німеччина і Туреччина.
Євро — основна валюта в Косові, вона використовується UNMIK та державними органами. У 1999 році Косово прийняло німецьку марку, аби не використовувати сербський динар і, отже, перейшло на євро, слідом за Німеччиною. Нині Сербський динар використовується лише серед сербської частини населення на півночі країни.
У липні 2009 року Косово стало членом Світового банку і Міжнародного валютного фонду.

## Політика

### Державний устрій

Країни (позначено зеленим), які визнали Косово як незалежну країну

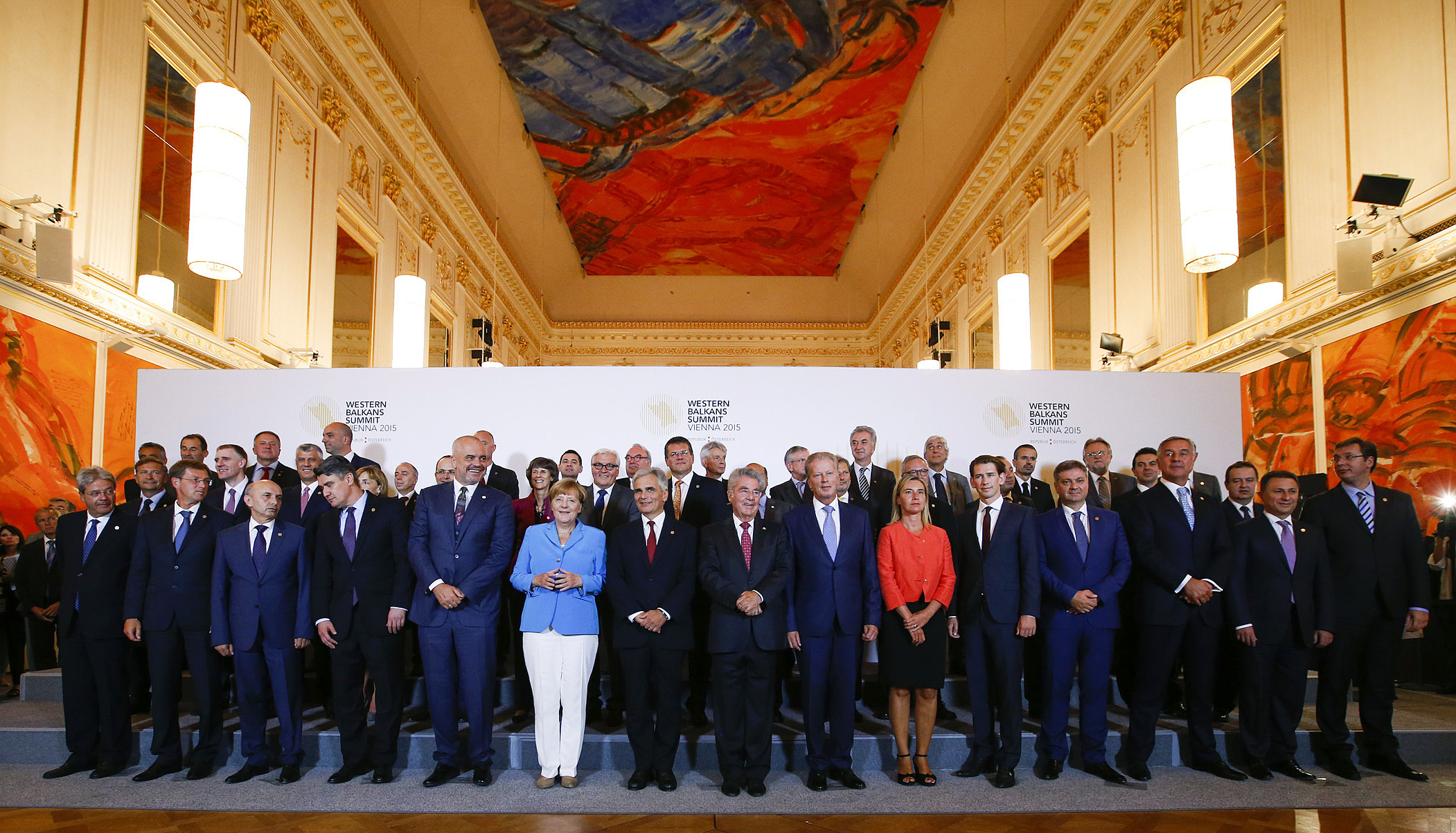
Саміт «Західні Балкани 2015», Відень. У саміті взяли участь Європейський Союз, Албанія, Австрія, Боснія і Герцеговина, Хорватія, Німеччина, Італія, Косово, Франція, Північна Македонія, Чорногорія, Сербія та Словенія.

Республіка Косово є демократичною республікою, заснована на принципі поділу влади і стримувань і противаг між гілками. Республіка Косово має три гілки влади: законодавча, яка очолюється Асамблеєю, виконавча гілка влади на чолі з президентом і прем'єр-міністром і судова — на чолі з Верховним судом.
Президент є главою держави й уособлює єдність народу Республіки Косово.
Асамблея Республіки Косово — вищий представницький і законодавчий орган Республіки Косово обирається безпосередньо народом. Асамблея складається зі 120 депутатів, яких обирають шляхом таємного голосування.

### Визнання незалежності й міжнародний статус
Проголошення незалежності Косова відбулося в неділю 17 лютого 2008 року, шляхом одностайного кворуму Асамблеї Косова, при 109 голосах «за» та жодного «проти», за винятком 11 представників сербської меншини, які бойкотували процедуру голосування.
З березня 2020 незалежність Косова визнали 97 держав зі 193 (50 %), країн-членів ООН. Також, 22 з 27 (81 %) країн-членів Європейського Союзу та 26 з 30 (87 %) країн-членів НАТО, 34 з 57 (60 %) країн-членів ОІС визнають державу Косово.
Україна, на відміну від більшості європейських країн, не визнає державу Косово. Позиція з приводу визнання Косова залишається незмінною, а саме: базуючись на основоположних міжнародно-правових документах, Україна дотримується принципу безумовної поваги до суверенітету і територіальної цілісності всіх держав у міжнародно визнаних кордонах. Україна вважає Косово невід'ємною частиною Сербії. Серед інших, п'ять країн-членів ЄС, які не визнають край як державу: Кіпр, Греція, Румунія, Словаччина та Іспанія.

### Збройні сили

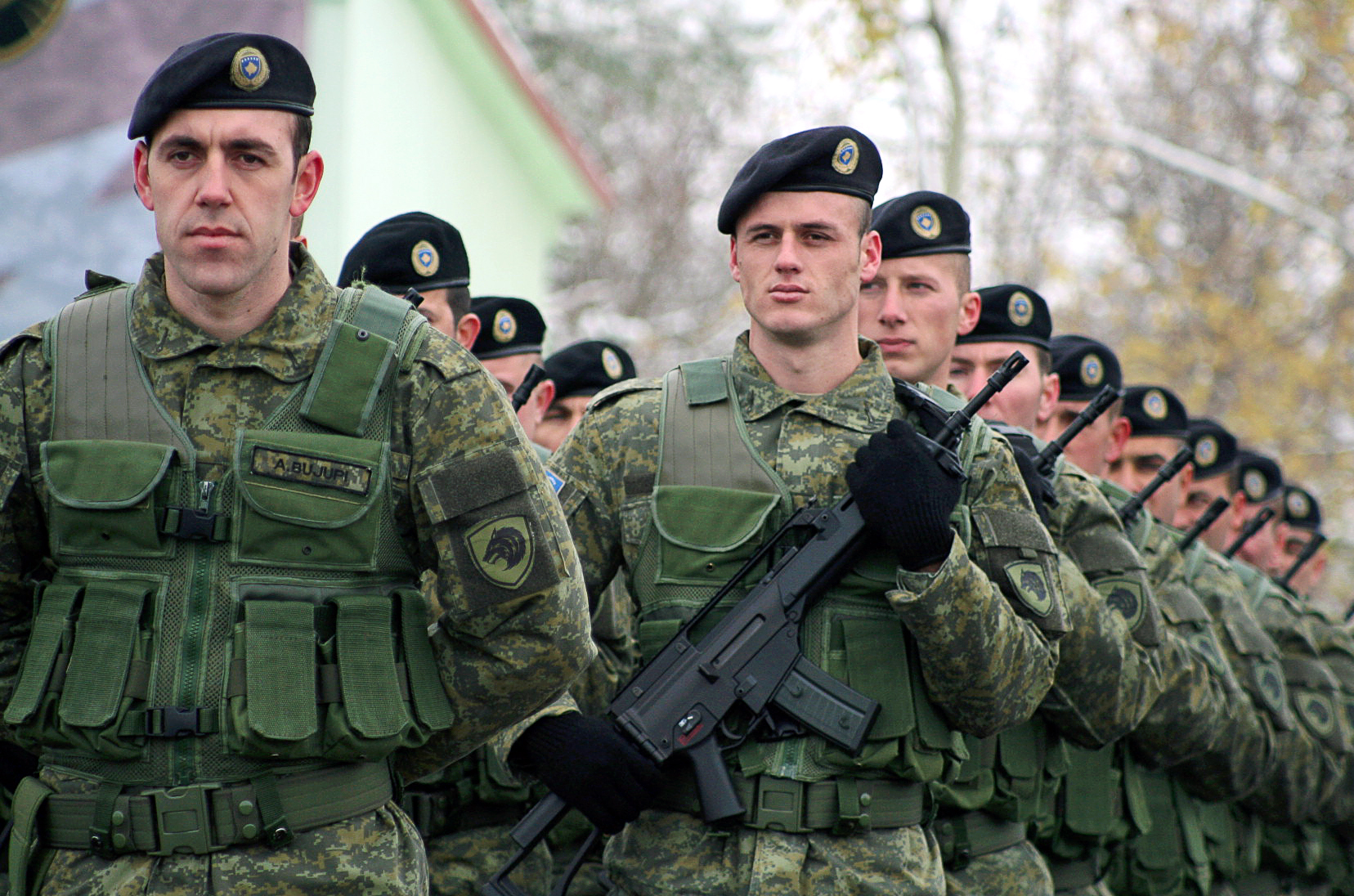
Збройні сили Республіки Косово

Після війни в Косові 1999 року, відповідно до резолюції Ради Безпеки ООН № 1244 і Кумановської військово-технічної угоди були створені колективні міжнародні сили безпеки KFOR, які вступили до Косова 12 липня 1999 року. До сил KFOR входять 30 країн (23 — члени НАТО).
З 21 січня 2009 року Сили безпеки Косова змінив Корпус захисту Косова.
5 березня 2014 року прем'єр-міністр Хашим Тачі заявив, що правління Косова створить міністерство безпеки, і до 2019 року офіційно перетворить Сили безпеки Косова в армію, яка відповідатиме всім стандартам НАТО. Нова армія матиме річний бюджет в € 98 млн і 15 000 солдатів та 8000 резервістів. Міністр Аґім Чеку заявив, що метою Сил безпеки Косова буде захист суверенітету і територіальної цілісності Косова, його людей та їхньої власності, а також захисту інтересів Республіки Косово.
7 березня 2017 року президент частково визнаної Республіки Косово Хашим Тачі запропонував парламенту перетворити сили безпеки на регулярну армію.

## Демографія

### Населення

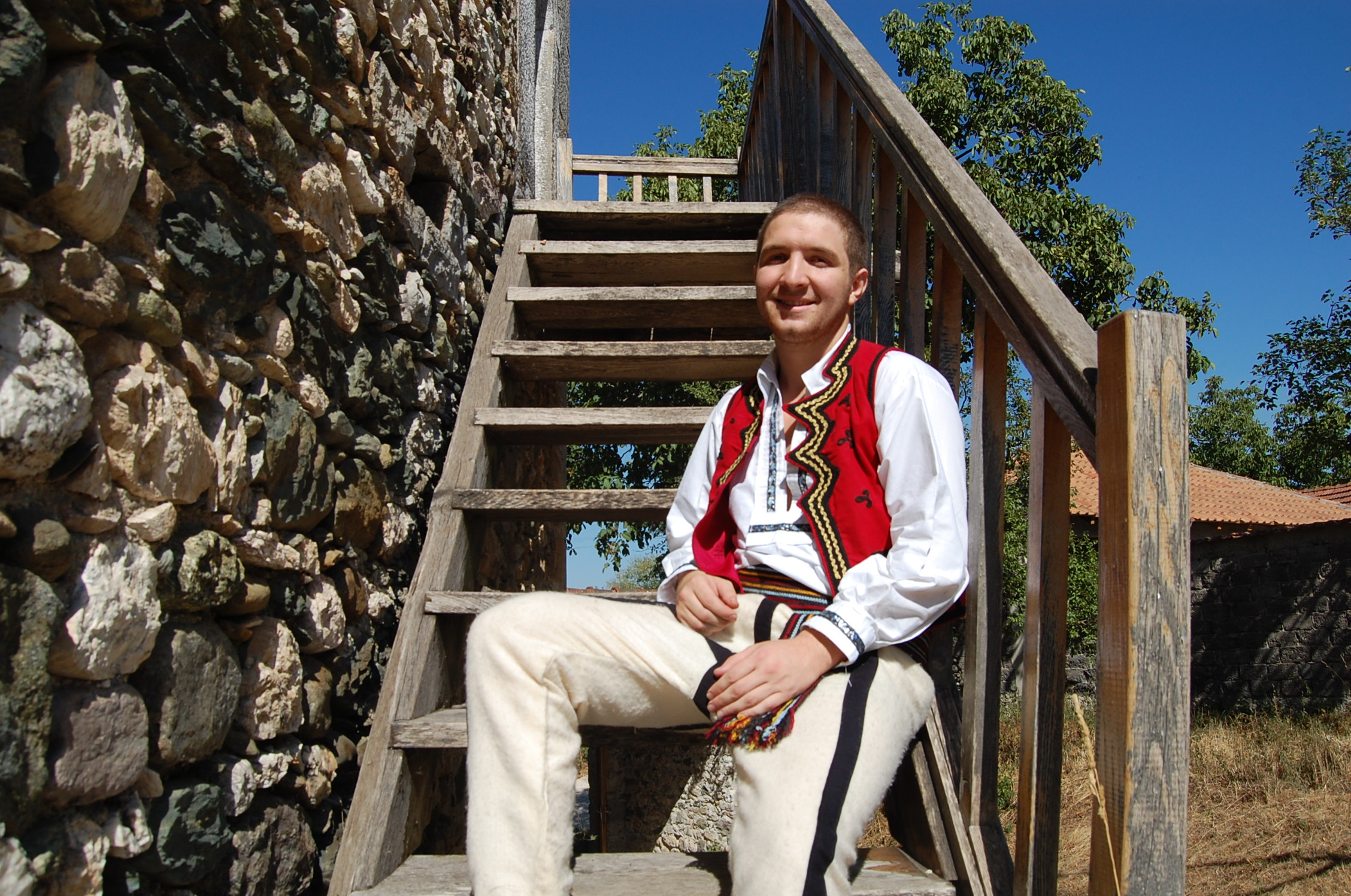
Косовар

Чисельність населення за підсумками перепису 2011 становила 1 733 872 осіб. З них приблизно 874 тис. чоловіків і 860 тис. жінок.
| Рік  | Албанці | Серби | Решта |
| ---- | ------- | ----- | ----- |
| 1871 | 32      | 64    | 4     |
| 1899 | 48      | 44    | 8     |
| 1921 | 66      | 26    | 8     |
| 1931 | 69      | ??    | ?     |
| 1939 | 60      | 34    | 5     |
| 1948 | 68      | 27    | 5     |
| 1953 | 67      | 27    | 6     |
| 1961 | 67      | 27    | 6     |
| 1971 | 74      | 21    | 5     |
| 1981 | 77      | 15    | 8     |
| 1991 | 82      | 11    | 7     |
| 2000 | 88      | 7     | 5     |
| 2007 | 92      | 5     | 3     |

Етнічна мапа Косова

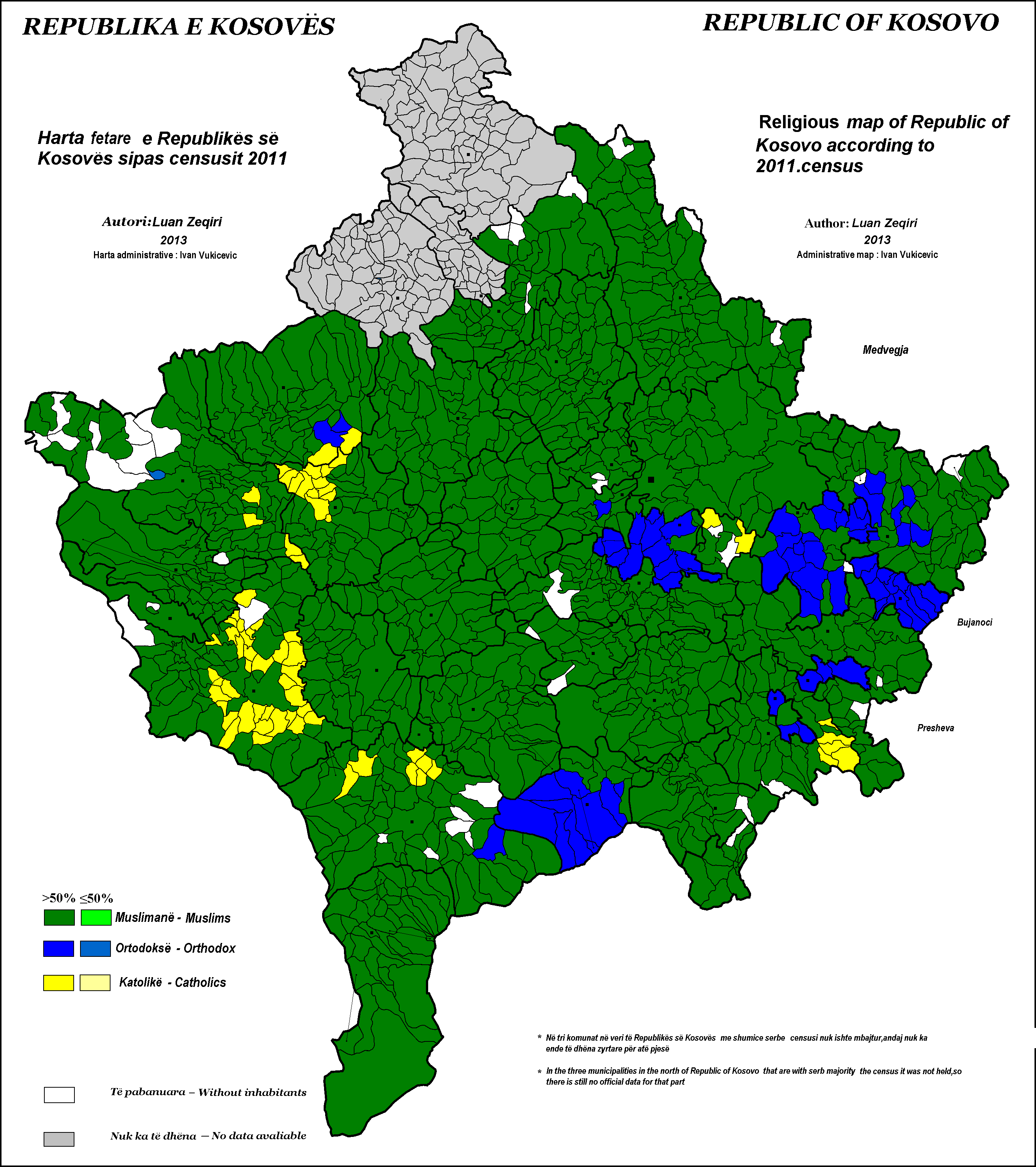
Релігійна мапа Косова

У сучасному стані населення Республіки Косово становлять переважно албанці (понад 92 %). Згідно з офіційною інформацією, кількість білих зірок на прапорі Республіки Косово відповідає числу етнічних груп, що населяють Косово — це албанці, серби, цигани, боснійці (бошняки, босняки, босанці), турки та ряд албанізованих меншин (ашкалі, горанці та ін.).

### Мова
Офіційні мови: албанська — володіє 94,5 % населення країни, сербська — 1,6 %. Інші поширені мови: боснійська — 1,7 %, турецька — 1,1 %, інші мови — 0,9 % (дані на 2011 рік). Згідно із законом 2006 року, у муніципалітетах компактного проживання етнічних менших, їхні національні мови повинні отримати статус офіційних.

### Релігія
Основні релігії й вірування, які сповідує, і конфесії та церковні організації, до яких відносить себе населення країни: іслам — 95,6 % (1,7 млн осіб), римо-католицтво — 2,2 % (38,4 тис. осіб), православ'я — 1,5 % (25,8 тис. осіб), інші — 0,07 %, не сповідують жодної — 0,07 %, не визначились — 0,6 % (станом на 2011 рік).

### Міста

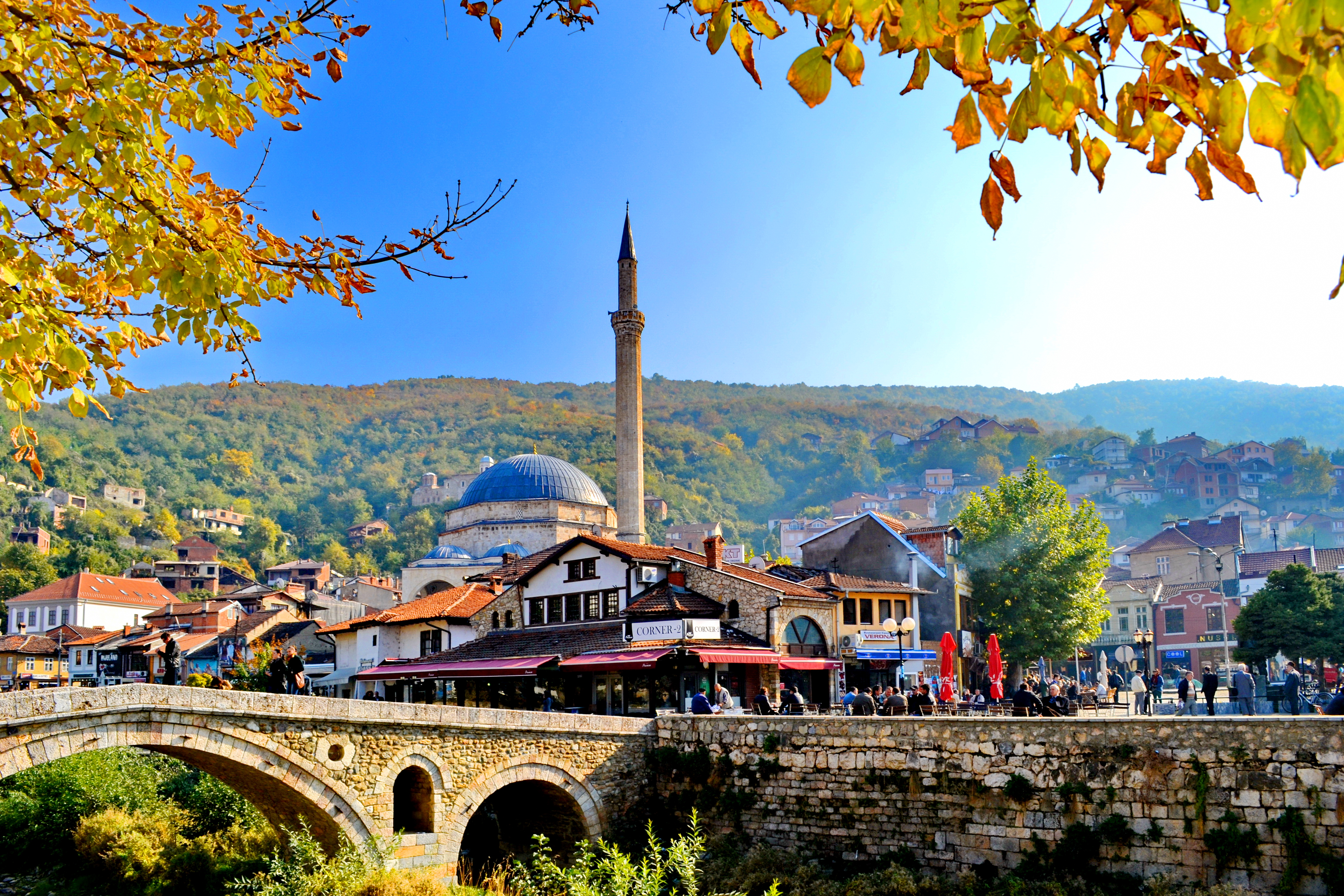
Призрен

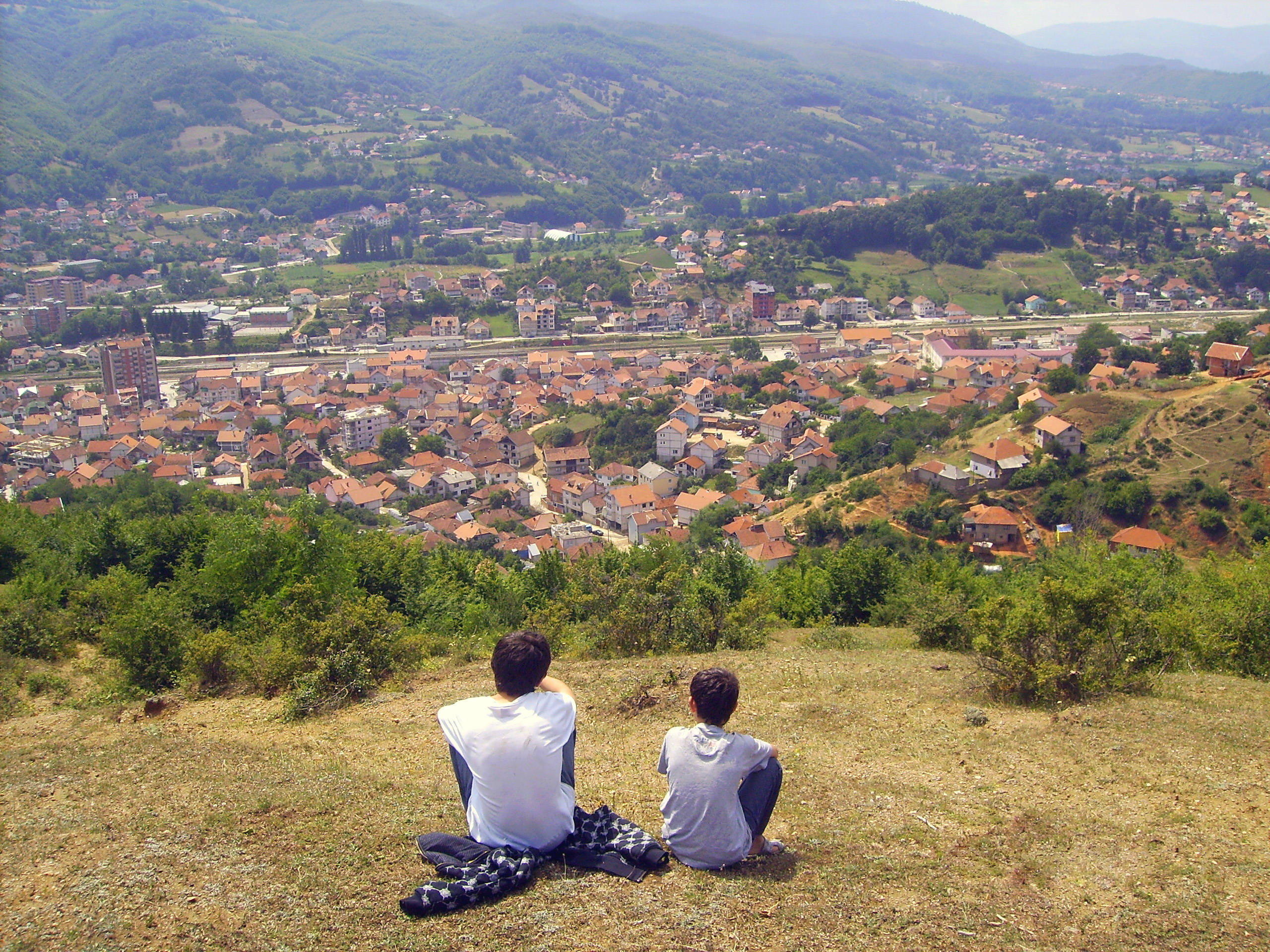
Качанік

| Місто                | Міська територія | Міська територія | Муніципальний округ | Муніципальний округ |
| Місто                | 2011             | №                | 2011                | №                   |
| -------------------- | ---------------- | ---------------- | ------------------- | ------------------- |
| Приштина             | 145 149          | 1                | 198 897             | 1                   |
| Призрен              | 85 119           | 2                | 177 781             | 2                   |
| Гнілане              | 54 239           | 3                | 90 178              | 6                   |
| Печ                  | 48 962           | 4                | 96 450              | 4                   |
| Косовська Митровиця  | 46 230           | 5                | 84 235              | 7                   |
| Урошевац             | 42 628           | 6                | 108 610             | 3                   |
| Джяковіца            | 40 827           | 7                | 94 556              | 5                   |
| Вучітрн              | 26 964           | 8                | 69 870              | 9                   |
| Подуєво              | 23 453           | 9                | 88 499              | 8                   |
| Rahovec / Orahovac   | 15 892           | 10               | 56 208              | 13                  |
| Косово Поле          | 12 919           | 11               | 33 997              | 22                  |
| Suharekë / Suva Reka | 10 422           | 12               | 59 722              | 10                  |
| Качанік              | 10 393           | 13               | 33 409              | 23                  |

## Культура

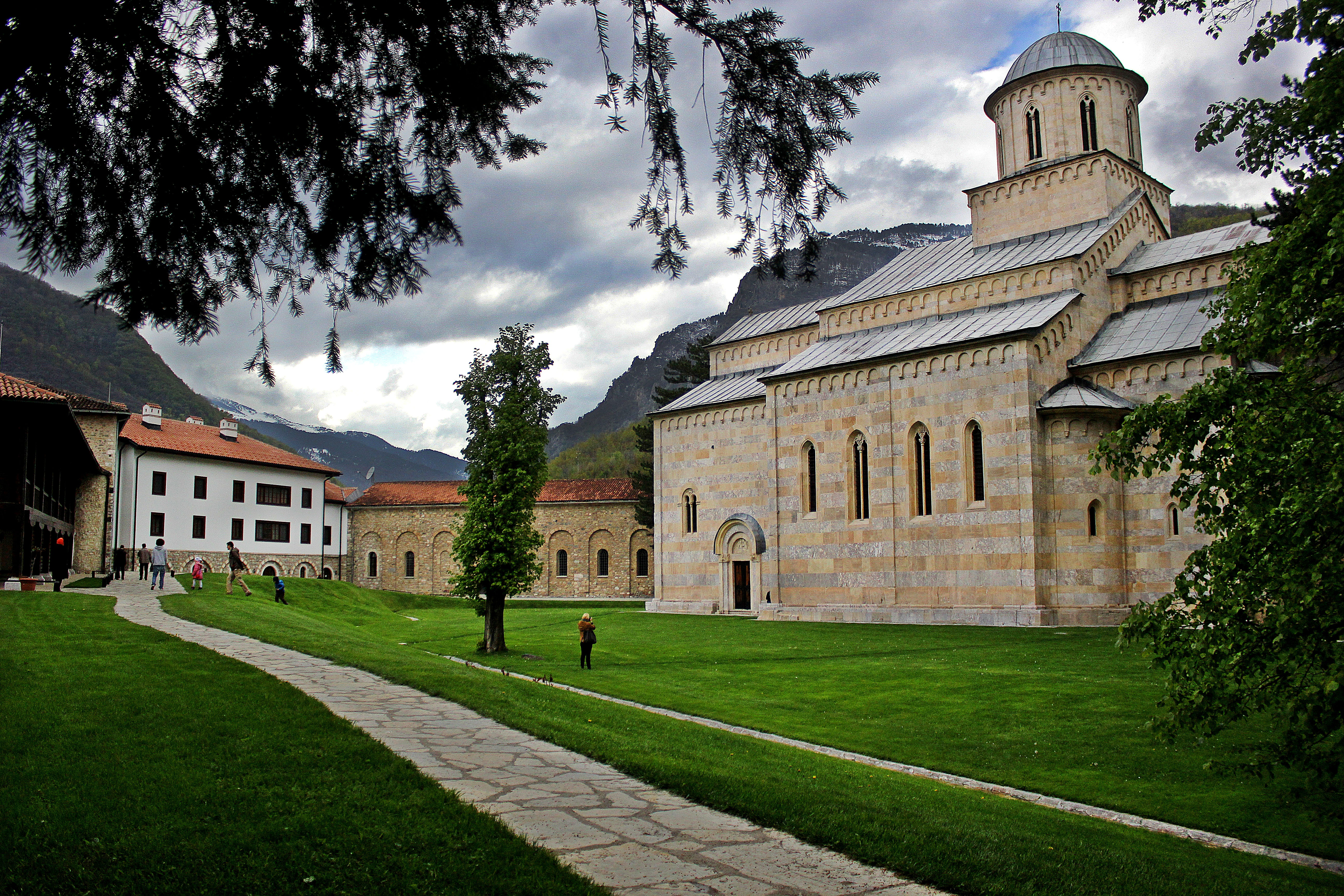
Монастир Високі Дечани

Косово приваблює туристів своєю мальовничою природою та кухнею. Після проголошення незалежності у 2008 країна почала потрапляти в добірки туристичних пунктів призначень.

### Архітектура
Косово — край багатьох монастирів і церков 13-го і 14-го століть, які представляють сербську православну спадщину. У Косові близько 1300 храмів і монастирів. Під час конфлікту 1999 року в Косові численні церкви та мечеті зруйнували або пошкодили.
Монастир Високі Дечани внесено до переліку об'єктів Всесвітньої спадщини ЮНЕСКО. Фрески монастиря вважають серед «найбільш цінних експонатів палеологівського ренесансу у візантійському образотворчому мистецтві» і «цінним відображенням життя XIV століття». У 2006 році монастир внесено до переліку всесвітньої спадщини, що перебуває під загрозою, з причини можливих атак албанців. Через два роки, в 2006 році об'єкт спадщини був розширений і до списку внесено ще 2 православних монастирі й одну церкву.

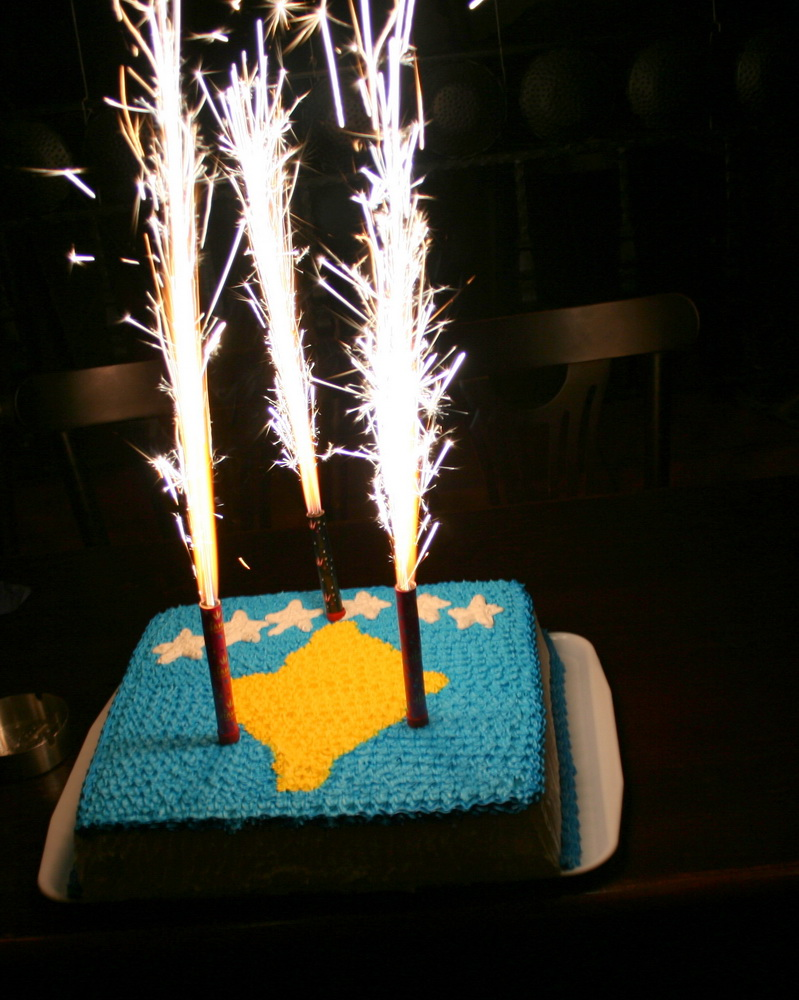
Святкування Дня Незалежності: торт у вигляді національного прапора

### Свята

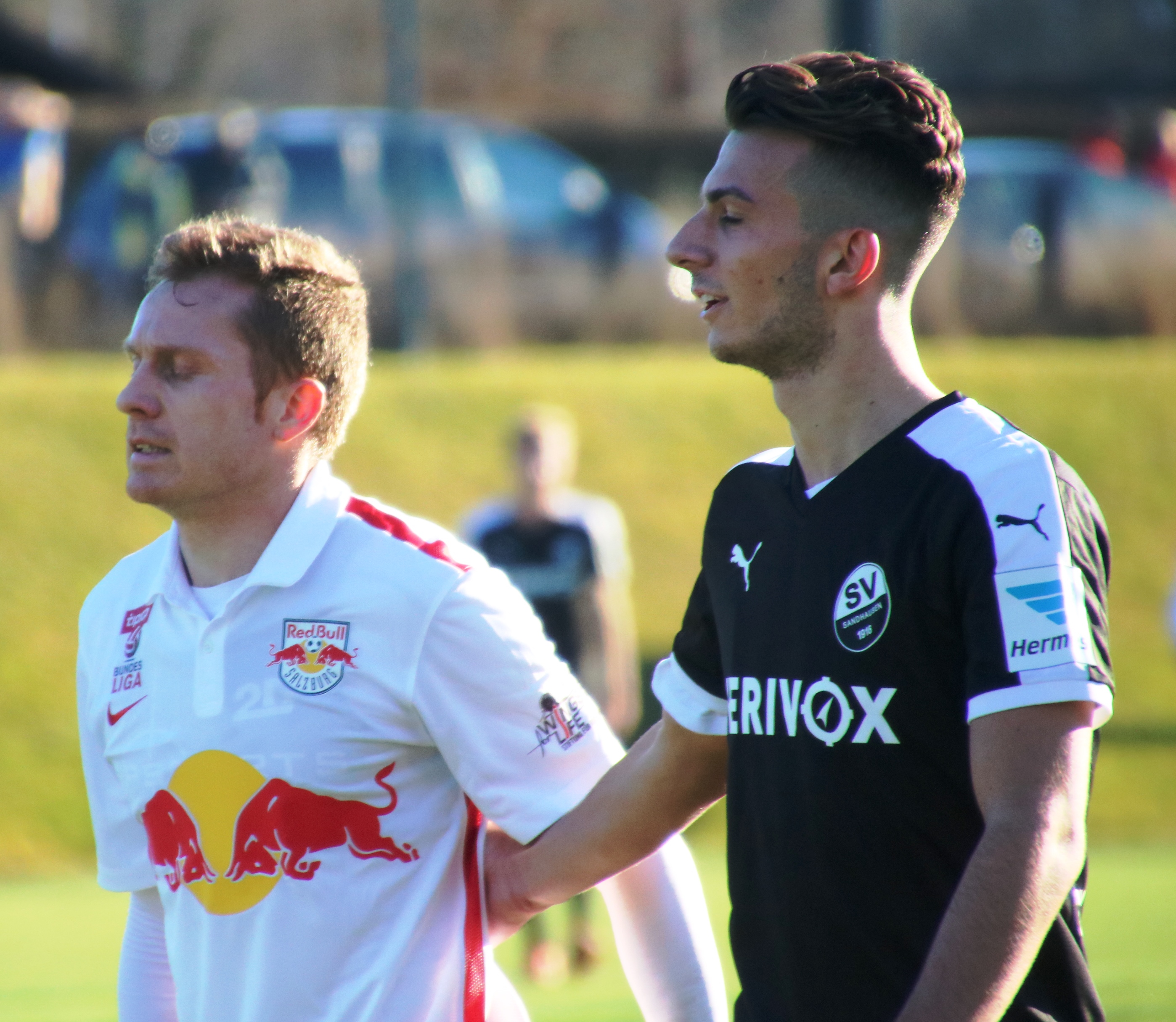
Леарт Пакярада — косовський, албанський та німецький футболіст, що грає на позиції захисника.

| Дата                                                                                                | Назва                                  | Місцева назва                               | Примітки     |
| --------------------------------------------------------------------------------------------------- | -------------------------------------- | ------------------------------------------- | ------------ |
| 1 січня                                                                                             | Новий Рік                              | Viti i Ri                                   |              |
| 2 січня                                                                                             | Новий Рік                              | Viti i Ri                                   |              |
| 7 січня                                                                                             | Різдво Христове                        | Krishtlindjet Ortodokse (Pravoslavni Božić) | Православ'я  |
| 17 лютого                                                                                           | День Незалежності                      | Dita e Pavarësisë                           | 2008         |
| 7 березня                                                                                           | День працівників освіти                | Dita e Mësuesit                             | Робочий день |
| 8 березня                                                                                           | День матері                            | Dita e Nënës                                | Робочий день |
| перша неділя після повного місяця, що настає не раніше дня умовного весняного рівнодення 21 березня | Великдень                              | Pashkët Katolike (Katolicki Uskrs)          | Католицтво   |
| 9 квітня                                                                                            | День конституції                       | Dita e Kushtetutës                          |              |
| 1 травня                                                                                            | День міжнародної солідарності трудящих | Dita Ndërkombëtare e Punës                  |              |
| перша неділя після повного місяця, що настає не раніше дня умовного весняного рівнодення 21 березня | Великдень (православний)               | Pashkët Ortodokse (Pravoslavni Uskrs)       | Православ'я  |
| 5 травня                                                                                            | День святого Георгія                   | Dita e Shën Gjergjit                        | Робочий день |
| 9 травня                                                                                            | День Європи                            | Dita e Evropës                              |              |
| закінченням місяця посту Рамадан                                                                    | Свято розговіння                       | Bajrami i Madh (Fitër Bajrami)              | Іслам        |
| після закінчення посту урази                                                                        | Курбан-байрам                          | Bajrami i Vogël (Kurban Bajrami)            | Іслам        |
| 28 листопада                                                                                        | День албанського прапора               | Dita e Flamurit                             |              |
| 25 грудня                                                                                           | Різдво Христове                        | Krishtlindjet Katolike (Katolicki Božić)    | Католицтво   |

### Спорт
На Олімпійських іграх Республіка Косово дебютувала 2016 року в Ріо-де-Жанейро. Нація також взяла участь у Європейських іграх 2015.
| Ігри     | Спортсменів | Золото | Срібло | Бронза | Разом | Місце |
| Ріо 2016 | 8           | 1      | 0      | 0      | 1     | 54    |
| Усього   | Усього      | 1      | 0      | 0      | 1     | 107   |

Найбільш популярний вид спорту в країні — футбол. Три футболісти, що народилися в Косові, входили до складу національної збірної Югославії, яка здобула золоту медаль на літніх Олімпійських іграх 1960 року та срібну медаль на Чемпіонаті Європи 1960 року. Збірна Косова з футболу представляє Косово в міжнародному футболі. Федерація футболу Косова входить до УЄФА та ФІФА.
Баскетбол також один з найулюбленіших видів спорту в Косові. Перший чемпіонат відбувся в 1991 році за участю восьми команд.

### Медіа
- Дуже серйозна ситуація
- Складна ситуація
- Помітні проблеми
- Задовільна ситуація
- Гарна ситуація
- Не класифіковано / Немає даних

Індекс свободи преси 2014

Країна займала 58-е місце у звіті «Індекс свободи преси 2008», складеному журналістами «Репортери без кордонів», а у 2016 році посіла 90-е місце.

### Кінематограф
Кіноіндустрія зародилася в 1970-х роках. У 1969 році парламент Косова створив «Косоварфільм», державну установу з виробництва, розповсюдження та демонстрації фільмів.
Міжнародний фестиваль документальних та короткометражних фільмів — найбільший кінофестиваль у Косові. Фестиваль проходить у серпні в Призрені. Міжнародний кінофестиваль «Приштина» проводиться щорічно та звертає увагу на кіноіндустрію Косова.
Акторка Арта Доброші стала першою уродженкою Косова, яка пройшла в Каннах червоною доріжкою.

### Кухня
Схожа на кухню сусідів (Албанія, Чорногорія, Греція), на її становлення вплинула турецька й албанська кухні. Хліб і молочні продукти — важливі її елементи.
Найширше використовувані молочні продукти — молоко, йогурт, айран, спреди, сир і каймак. Також популярні трави, сіль та чорний перець, червоний перець і овочі. Овочі використовуються сезонно. М'ясо (яловичина, курка та баранина), квасоля, рис і перець також основні частини дієти.
Традиційні десерти часто роблять із шербетом, цукром або з лимонним та ванільним смаком.

## Офіційні сайти
- Асамблея Косова [Архівовано 29 жовтня 2020 у Wayback Machine.]
- Прем'єр-міністр Косова [Архівовано 13 березня 2016 у Wayback Machine.]
- Портал Республіки Косово